# St-Saturnin (Mosnac)

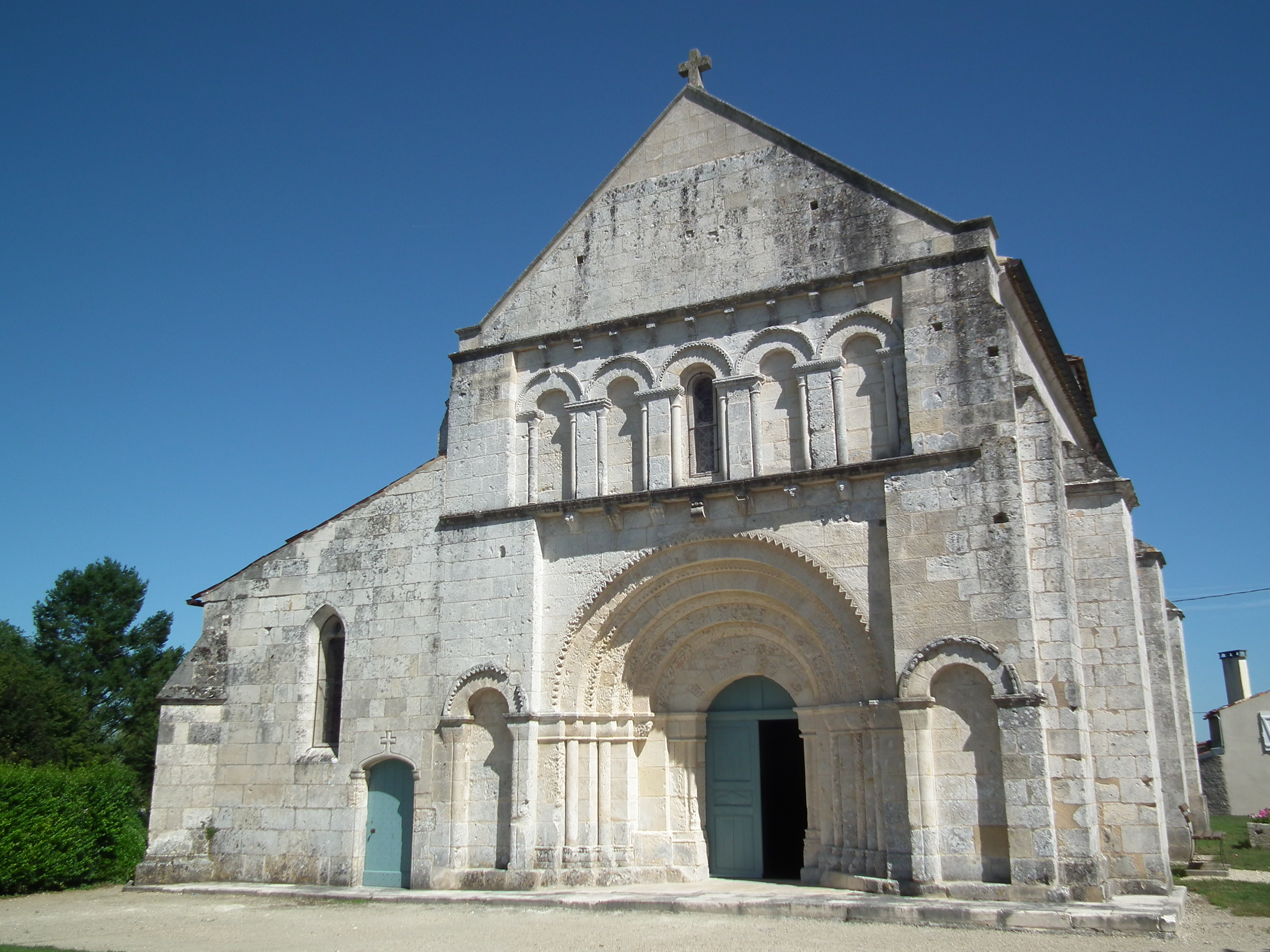
Westfassade

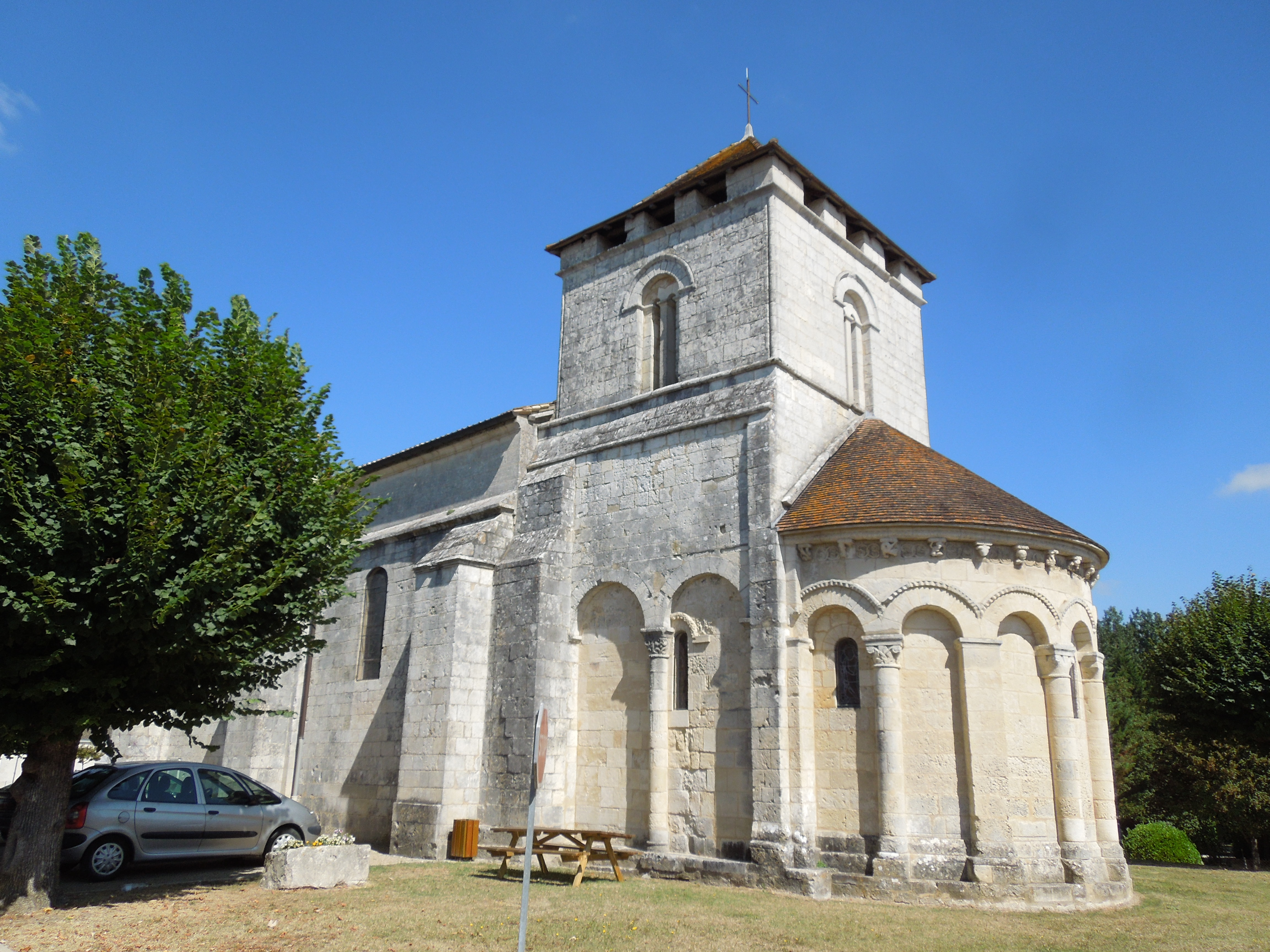
Ostansicht mit Turm und Apsis

Die romanische Pfarrkirche Saint-Saturnin steht in dem kleinen Ort Mosnac im Département Charente-Maritime in der Region Nouvelle-Aquitaine, Frankreich. Sie ist dem ersten Bischof von Toulouse, Saturnius, geweiht, der um 250 den Märtyrertod erlitt. Sie steht seit 1990 als Monument historique unter Denkmalschutz, die Westfassade und die Apsis bereits seit 1913.
Der Bau stammt im Wesentlichen aus dem 12. Jahrhundert. Ursprünglich handelte es sich um eine einschiffige Kirche mit runder Apsis. Im fünfzehnten Jahrhundert wurde an der Nordseite ein bis zur Vierung reichendes, dreijochiges Seitenschiff angebaut, dessen westliche Fassade an die des ursprünglichen Baus glatt anschließt. Wahrscheinlich zur gleichen Zeit wurde der Kirchturm erhöht und durch stärkere Seitenmauern gefestigt. Das Stufenportal mit seinen fünf gestaffelten Bögen nimmt nahezu die gesamte Breite der ursprünglichen Westfassade mit ihrem das flache Satteldach etwas überragenden Scheingiebel ein; nur rechts und links schließt sich jeweils ein relatives kleines Blindportal an. Die Archivolten der Portalbögen sind mit einfachen, jeweils unterschiedlichen Motiven verziert. Im Obergeschoss über dem Portal nimmt eine Blendarkatur mit fünf Rundbögen auf von schlanken Halbsäulen flankierten Pilastern nahezu die gesamte Breite der Fassade ein; nur der mittlere Bogen enthält ein Fenster. Die Archivolten und Kapitelle sind schmuckvoll verziert. Die Fassade des im 15. Jahrhundert angebauten Seitenschiffs ist schmucklos und durch eine kleine Tür und ein Rundbogenfenster durchbrochen; seine nördliche Außenwand hat drei kleine Fenster.
Die Außenseite der halbrunden, an die den mächtigen Chorturm tragende Vierung anschließenden Apsis ist überaus reich verziert. Sie ist durch sieben auf abwechselnd Halbsäulen und Pilastern ruhende Rundbogen gegliedert; die Kapitelle der Halbsäulen sind figürlich verziert. Die beiden äußeren und der mittlere Rundbogen enthalten oben kleine Rundbogenfenster zur Erhellung des Chorraums. Die Konsolen des darüber unter der Dachtraufe umlaufenden Gesimses sind mit Steinmetzdarstellungen von Greifen, Zentauren und Löwen geschmückt, die Metopen mit Palmblättern und Laubranken.
Der gedrungene Turm hat quadratischen Grundriss und ein ziegelgedecktes Pyramidendach. Im oberen Teil öffnet sich auf jeder Seite ein Rundbogenfenster mit jeweils zwei schmalen Fensterschlitzen. Um einen Einsturz zu verhindern, wurde, wahrscheinlich im 15. Jahrhundert, an seiner Nord- und Südseite die Außenmauer durch Vorsetzen einer zweiten Mauer verstärkt, die im unteren Teil auf einer Blendarkade mit zwei Bögen auf einer zentralen Halbsäule ruht. Die ursprüngliche Mauer ist in diesem Bereich weiterhin sichtbar und hat noch immer ihr originales romanisches Fenster, das die Vierung erhellt. Unter dem Dach hat der Turm je drei viereckige Öffnungen an jeder Seite, die einst zur Beobachtung und Verteidigung dienten, heute die Funktion von Schallluken erfüllen. Die bronzene Glocke wurde 1789 gegossen; sie ist seit 1911 als Monument historique registriert.

## Ausstattung
Im Kircheninneren sind die Vierung und der Altarraum in der Apsis reich ausgemalt. An der südlichen, von mächtigen Pfeilern gestützten Längswand des Langhauses befinden sich zwei große schmucklose Fenster und auf der Innenseite Wandmalereien aus der Zeit der Romanik. Das letzte Joch des Seitenschiffs ist mit der Maria (Mutter Jesu) gewidmeten Gemälden ausgeschmückt.

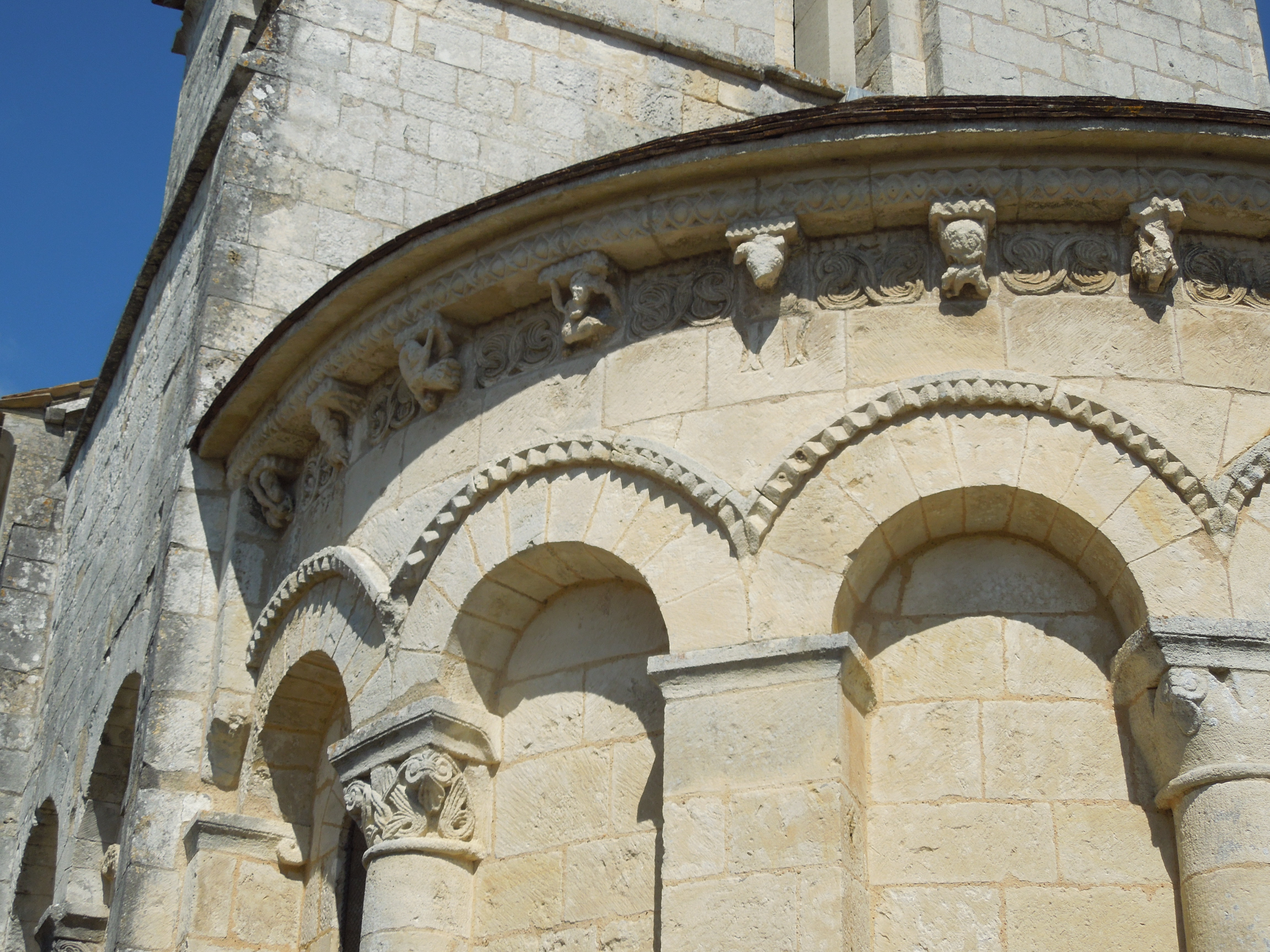
Detail an der Apsis
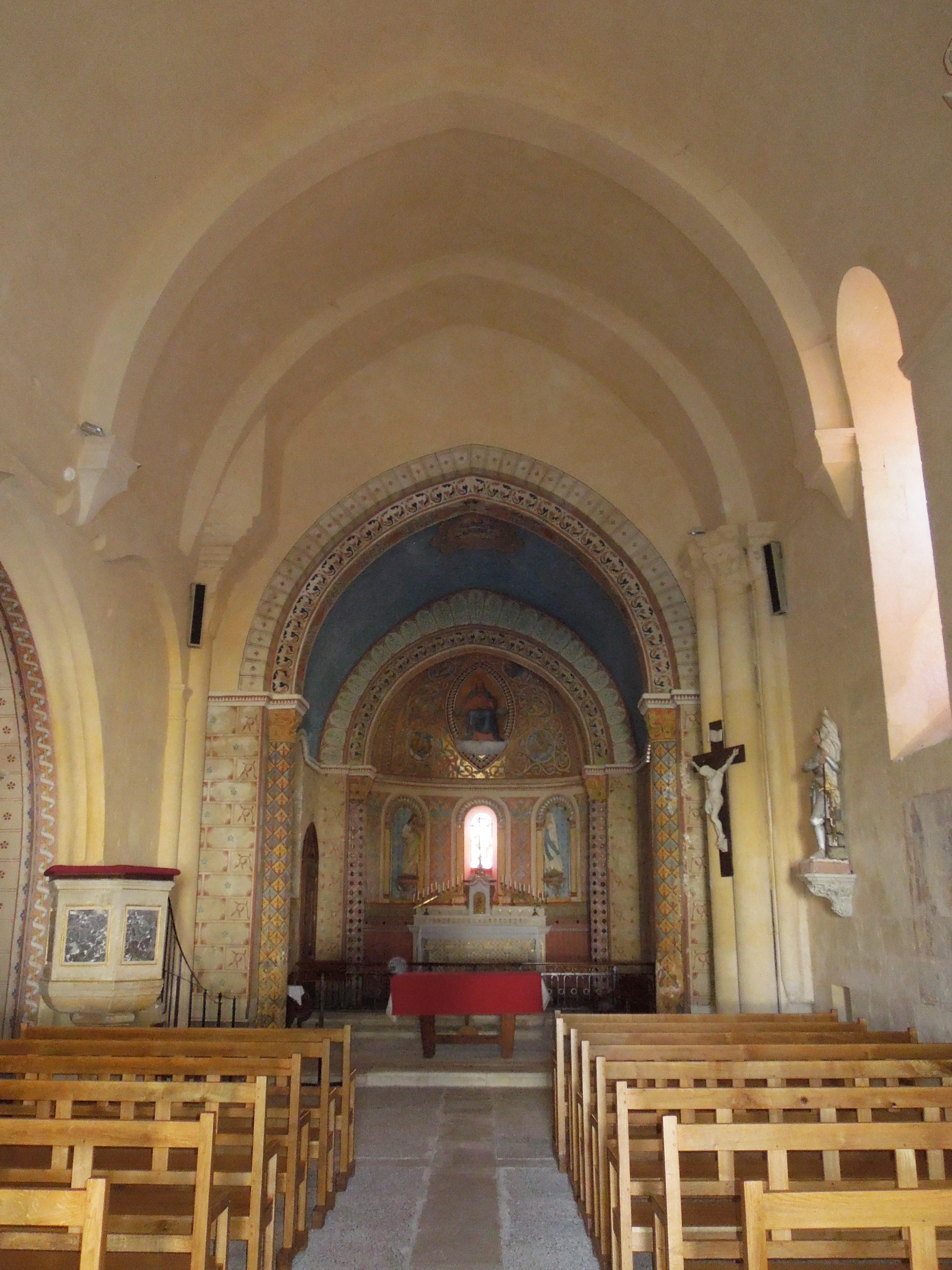
Kirchenschiff
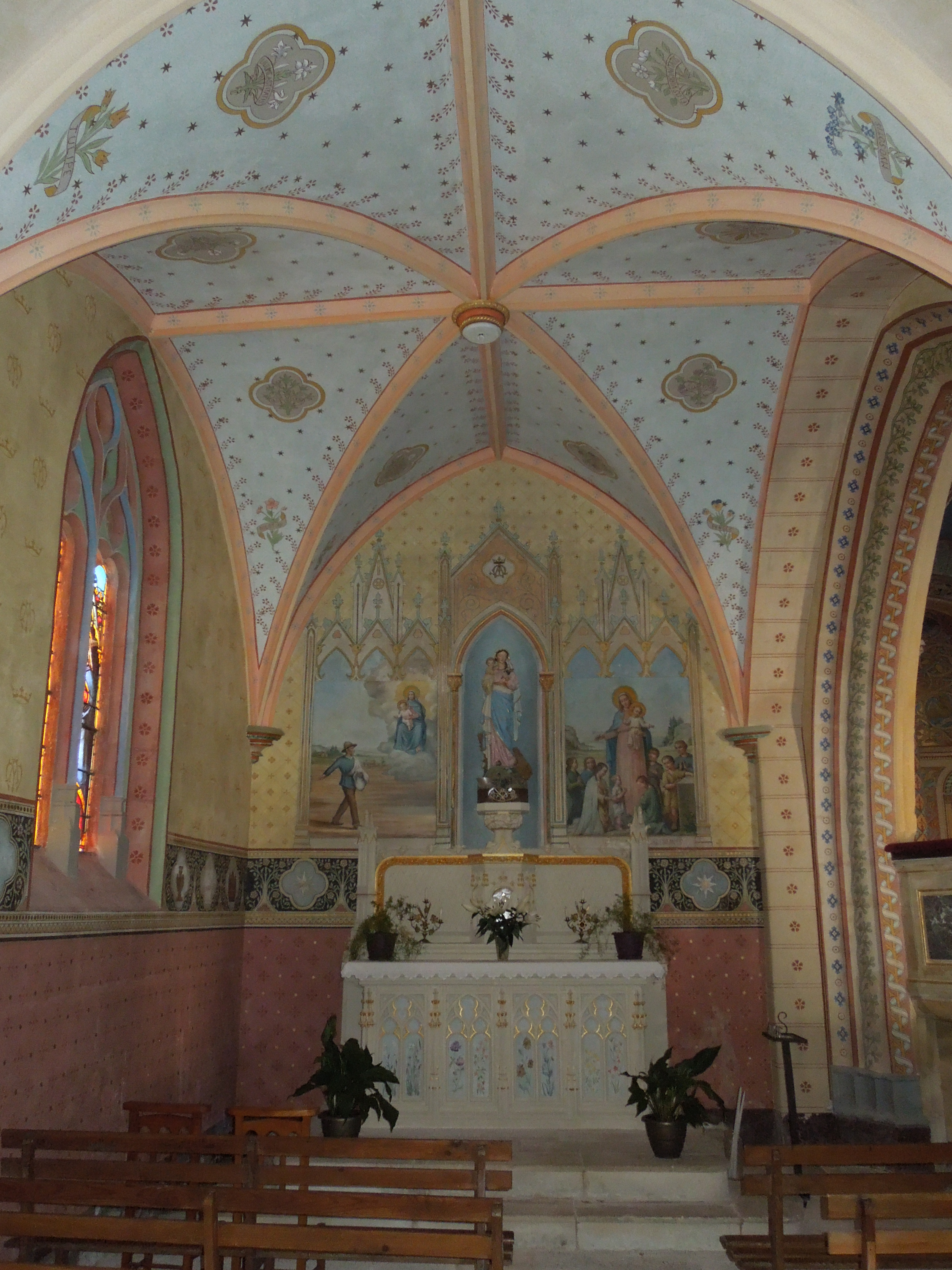
Seitenschiff